# Lilian Jepkorir Chemweno
Lilian Jepkorir Chemweno (ur. 10 maja 1995) – kenijska lekkoatletka specjalizująca się w biegach długich.
W 2011 podczas mistrzostw świata juniorów młodszych zdobyła brązowy medal w biegu na 2000 metrów z przeszkodami oraz na igrzyskach Wspólnoty Narodów młodzieży była trzecia w biegu przeszkodowym oraz piąta na dystansie 3000 metrów. 
Rekordy życiowe: bieg na 3000 metrów – 9:44,43 (11 września 2011, Douglas); bieg na 2000 metrów z przeszkodami – 6:21,85 (10 lipca 2011, Lille Metropole).  